# Julija Rodionowa
Julija Sergejewna Rodionowa (kasachisch Юлия Сергеевна Родионова; * 11. Januar 1990 in Öskemen) ist eine ehemalige kasachische Freestyle-Skierin. Sie startete in den Buckelpisten-Disziplinen Moguls und Dual Moguls und nahm an zwei Olympischen Winterspielen sowie drei Freestyle-Skiing-Weltmeisterschaften teil.

## Werdegang
Rodionowa nahm im Februar 2004 in Liptovská Teplička erstmals am Europacup teil, wobei sie den dritten Platz im Moguls errang. Ihr Debüt im Freestyle-Skiing-Weltcup gab sie im Dezember 2004 in Tignes, welches sie auf dem 27. Platz im Moguls beendete. Bei den folgenden Weltmeisterschaften 2005 in Ruka kam sie auf den 18. Platz im Moguls und auf den 17. Rang im Dual Moguls. In der Saison 2005/06 belegte sie bei den Olympischen Winterspielen 2006 in Turin den 28. Platz im Moguls und bei den Juniorenweltmeisterschaften 2006 in Krasnoe Ozero den 12. Platz im Dual Moguls sowie den neunten Rang im Moguls. Im folgenden Jahr gewann sie bei den Juniorenweltmeisterschaften in Airolo die Bronzemedaille im Dual Moguls. Zudem errang sie dort den 17. Platz im Moguls und bei den Weltmeisterschaften in Madonna di Campiglio den 19. Platz im Moguls. Nachdem sie in der Saison 2007/08 vier Wettbewerbe im Europacup gewonnen hatte, erreichte sie in der Saison 2008/09 mit dem 25. Platz im Moguls-Weltcup ihr bestes Gesamtergebnis. Beim Saisonhöhepunkt, den Weltmeisterschaften 2009 in Inawashiro, belegte sie den 29. Platz im Moguls und den achten Rang im Dual Moguls. Auch in der Saison 2009/10 kam sie auf den 25. Platz im Moguls-Weltcup und errang bei den Olympischen Winterspielen 2010 in Vancouver den 22. Platz im Moguls. Bei den Winter-Asienspielen 2011 in Almaty wurde sie Siebte im Moguls und holte im Dual Moguls die Silbermedaille. Zuvor absolvierte sie in Méribel ihren 23. und damit letzten Weltcup. Dabei erreichte sie mit dem achten Platz im Dual Moguls ihre einzige Top-Zehn-Platzierung im Weltcup.

## Erfolge

### Olympische Spiele
- 2006 Turin: 28. Platz Moguls
- 2010 Vancouver: 22. Platz Moguls

### Weltmeisterschaften
- 2005 Ruka: 17. Platz Dual Moguls, 18. Platz Moguls
- 2007 Madonna di Campiglio: 19. Platz Moguls
- 2009 Inawashiro: 8. Platz Dual Moguls, 29. Platz Moguls

### Weltcupwertungen
| Saison  | Gesamt | Gesamt | Moguls | Moguls |
| Saison  | Platz  | Punkte | Platz  | Punkte |
| ------- | ------ | ------ | ------ | ------ |
| 2004/05 | 120.   | 1      | 40.    | 14     |
| 2005/06 | 129.   | 2      | 41.    | 21     |
| 2007/08 | -      | -      | 45.    | 4      |
| 2008/09 | 94.    | 8      | 25.    | 69     |
| 2009/10 | 87.    | 5      | 25.    | 60     |
| 2010/11 | 94.    | 4      | 28.    | 46     |

### Europacup
- 7 Podestplätze, davon 4 Siege

### Juniorenweltmeisterschaften
- Krasnoe Ozero 2006: 9. Platz Moguls, 12. Platz Dual Moguls
- Airolo 2007: 3. Platz Dual Moguls, 17. Platz Moguls

### Weitere Erfolge
- Winter-Asienspiele 2011: 2. Platz Dual Moguls, 7. Platz Moguls